# Anna Bertha Königsegg
Anna Bertha Königsegg (Königseggwald, 9 de mayo de 1883 - Salzburgo, 12 de diciembre de 1948) fue una religiosa católica, enfermera e inspectora alemana, de las vicentinas en Austria. Militante en la resistencia durante la época nazi, abogó con frecuencia en contra de las eutanasias y esterilizaciones forzosas.

## Biografía
Anna Bertha Gräfin von Königsegg nació el 9 de mayo de 1883 en Königseggwald, siendo la segunda hija de la familia Königsegg aus Württemberg, familia condal de la alta nobleza.
Fue educada en la religión y recibió una formación muy amplia, dominaba el inglés, francés e italiano. Las diversas obras de caridad de su familia, católicos estrictos, alumbraron en ella la decisión de convertirse en monja.
El 18 de enero de 1901 ingresó en la sede de las vicentinas de París, trasladándose en 1903 a Angers, donde recibió formación como enfermera. Tras estallar la I Guerra Mundial se trasladó a Italia, convirtiéndose en enfermera titulada en 1921 y haciéndose cargo a partir de 1923 de la junta directiva del hospital y la escuela de enfermería de Turín. El 20 de octubre de 1925 recibió el cargo de inspectora en Salzburgo. Allí se entregó a la fundación de una escuela de enfermería.
Tras la anexión de Austria, Königsegg entró en conflicto con los nacionalsocialistas, cuyas ideas de higiene racial rechazó produndamente. El 1 de enero de 1940, como reacción a la entrada en vigor en Austria de la Ley para la Prevención de la Descendencia con Enfermedades Hereditarias, dio instrucciones a unas 100 hermanas de la misericordia, asistentes de enfermería en el hospital del estado, prohibiendo que participaran en las esterilizaciones forzosas o que asistieran a los médicos en estas intervenciones.

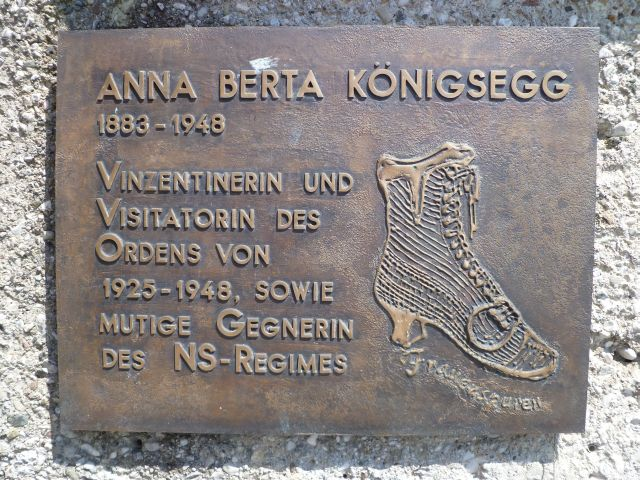
Placa conmemoraiva de Anna Bertha Königsegg en Salzachgässchen, 3 (Salzburgo)

A mediados de agosto de 1940, en el castillo de Schernberg (Schwarzach), convertido en centro de cuidados de enfermos físicos y mentales y dirigido por vicentinas, se recibe el aviso de que se iba a proceder a trasladar a los enfermos. Presuntamente, las camas eran necesarias para otros pacientes. Acto seguido, Königsegg respondió con una carta al Comisario del Reich. En ella dejó bien claro que sus pacientes no sobrevivirían al "traslado" y que serían sometidos a eutanasia. Además, se ofreció a cubrir los gastos de los enfermos a cargo de la orden, tratando de evitar el traslado.
Al mismo tiempo, Königsegg comunicó que las hermanas de su congregación que rehusarían cooperar en cualquier acción de este tipo, asumiendo así la plena responsabilidad personal, aunque no pudo evitar el transporte de los pacientes. Fue arrestada en septiembre de 1940, aunque se le puso en libertad once días después.
Cuando en abril de 1940 se ordenó el traslado de 17 niños minusválidos de Mariathal (en Kramsach), Königsegg puso en conocimiento del jefe de la circunscripción territorial la existencia de una nueva orden. Prohibió a sus enfermeras que cumplimentaran los formularios necesarios para efectuar la recogida o transporte.
Estas cartas produjeron su segundo arresto y fue condenada a once meses de arresto por sabotaje de orden oficial y agitación de la población. Las hermanas, asustadas, prestaron resistencia pasiva a pesar de todo y pudieron como mínimo, rescatar a algunos de los enfermos. El 16 de abril de 1941, volvió a ser arrestada y durante su ausencia, los enfermos de Schernberg fueron deportados a pesar de las protestas de las hermanas que allí trabajaban. Solamente un grupo de 17 individuos fue advertido a tiempo, lo que les permitió huir hacia un bosque y sobrevivir.
Los nazis intentaron obligar a Königsegg a abandonar la orden, pero ella se mantuvo fiel a sus votos a pesar de las amenazas de ser trasladada a un campo de concentración. Fue liberada en abril de 1941, gracias a la protección que le brindó pertenecer a la familia Königseggwald, aunque puesta bajo vigilancia de la Gestapo. El arresto domiciliario no finalizó hasta que terminó la guerra y regresó a su orden en Salzburgo. Allí fundó la Luisenschwesternschaft (hermandad luisiana), una comunidad católica laica de enfermeras, que dirigió hasta su fallecimiento, el 12 de diciembre de 1948.
En Salzburgo se honran los méritos de la religiosa con la Escuela Anna Bertha Königsegg para niños con minusvalías graves así como con el nombre de una calle cercana al cementerio, en el barrio de Gnigl.